# L'Avenir (film)
L'Avenir (Engels: Things to Come) is een Frans-Duitse film uit 2016, geschreven en geregisseerd door Mia Hansen-Løve. De film ging op 13 februari in première op het Internationaal filmfestival van Berlijn.

## Verhaal
Nathalie (Isabelle Huppert) is een vijftigplusser, moeder van twee kinderen en lerares filosofie, die wordt getroffen door een aantal tegenslagen. Haar moeder komt te overlijden, ze ontdekt dat haar man vreemdgaat en ze krijgt te horen dat haar boeken niet herdrukt zullen worden. Ondanks al deze tegenslagen blijft ze optimistisch in haar leven en zal ze zichzelf moeten herontdekken.

## Rolverdeling
| Acteur           | Personage |
| ---------------- | --------- |
| Isabelle Huppert | Nathalie  |
| André Marcon     | Heinz     |
| Roman Kolinka    | Fabien    |
| Édith Scob       | Yvette    |
| Sarah Le Picard  | Chloé     |
| Solal Forte      | Johann    |

## Productie
De filmopnames begonnen op 22 juni 2015 in Parijs waar drie weken gefilmd werd. Vervolgens werd er gefilmd in Bretagne en de toenmalige regio Rhône-Alpes.